# 晋国公主 (唐朝)
晋国公主（?—?），唐朝公主，是中国唐朝第六代皇帝唐玄宗李隆基第十一女。
开元二十五年（737年）四月廿七日，得实封一千户。九月十一日，被册封为高都公主，嫁给了清河崔氏定著六房之一清河大房的崔惠童。崔惠童拜银青光禄大夫、卫尉卿。唐德宗贞元元年（785年），改封晋国公主。   

## 母
母張才人，有太原縣尉崔珪撰《高都公主母張才人墓誌》出土。天宝元年四月二十七日薨。